# Rhynchosia teixeirae
Rhynchosia teixeirae là một loài thực vật có hoa trong họ Đậu. Loài này được Torre miêu tả khoa học đầu tiên.